# Dalbergia reticulata
Dalbergia reticulata är en ärtväxtart som beskrevs av Elmer Drew Merrill. Dalbergia reticulata ingår i släktet Dalbergia, och familjen ärtväxter. Inga underarter finns listade i Catalogue of Life.